# Eva-Maria Neher
Eva-Maria Neher (nacida el 22 de noviembre de 1950) es una científica alemana en los campos de la bioquímica y microbiología. Fundó el Göttingen Xlab y ha sido su Directora Ejecutiva desde el año 2000.  El Göttingen Xlab es un laboratorio experimental para capacitar a jóvenes desde el nivel de estudiante hasta el nivel científico. Ha recibido numerosos premios, incluido el Premio Estatal de Baja Sajonia.

## Biografía
Neher nació en Mühlheim, Alemania. Su educación académica inicial como estudiante en microbiología fue de 1969 a 1973 en la Universidad de Göttingen.  Recibió su diploma en biología en 1974 y obtuvo un doctorado en bioquímica de la misma universidad; su tesis fue Regulación de la biosíntesis de poli-beta-hidroxibutirato en Alcaligenes eutrophus H 16. Luego trabajó en la misma universidad como científica en 1977.  De 1977 a 78, realizó una investigación postdoctoral en el Instituto Max Planck de Química Biofísica en el Departamento de Biología Molecular, Göttingen. Mientras se encontraba en el Laboratorio Charles Stevens de la Universidad de Yale para un trabajo postdoctoral, conoció a Ernst Neher.  Trabajó en su "Laboratorio de Investigaciones Jóvenes" y se casó con él el 26 de diciembre de 1978.  Sus cinco hijos, Richard, Benjamin, Carola, Sigmund y Margret, nacieron en 1991. Desde 1978 a 1985 fue científica del Instituto de Química Fisiológica de la Universidad Georg August y hasta 2000, estuvo de baja materna. Durante este período, también impartió cursos experimentales de química y biología en la Free Waldorf School, Göttingen.  Fue entonces donde desarrolló su enfoque para Xlab, fundado en 2000, un laboratorio experimental para jóvenes.  Ella ha sido su Directora Ejecutiva y Directora desde entonces.  Xlab ha estado ubicado en un edificio separado en el Campus Norte desde 2004.
Cuando Neher era profesora en la Universidad de Göttingen, visitó Moscú en junio de 1999. En 2013, participó en el Hi-Tech Show del Foro Internacional de Educación en Moscú.

## Premios
Ha recibido muchos premios, entre ellos:
- Niedersächsischer Verdienstorden ( Orden del Mérito de Baja Sajonia) en 2002
- GBM-Kommunikationspreis, Gesellschaft für Biochemie und Molekularbiologie e.  V. (Premio a la Comunicación GBM de la Sociedad Alemana de Bioquímica y Biología Molecular) en 2005
- Niedersächsischer Staatspreis (Premio Estatal de Baja Sajonia) en 2007
- Profesor honorario, Departamento de Química, Universidad Georg August, Göttingen en 2009
- Bundesverdienstkreuz 1.  Klasse (Primera clase de la Cruz Federal del Mérito) en 2009